# Hans Brehme
Hans Brehme (Potsdam, 10 maart 1904 – Stuttgart, 10 november 1957) was een Duitse componist.
Brehme studeerde tussen 1922 en 1928 piano en muziekcompositie aan de Berlijnse kunstuniversiteit. Vanaf 1928 was hij pianoleraar aan de "Staatshogeschool voor muziek en beeldende kunsten" te Stuttgart. 
Na de Machtergreifung van het nationalisme werd hij in mei 1933 lid van de Nationaalsocialistische Duitse Arbeiderspartij waarvoor hij het stuk Stadionspiel der nationalen Revolution componeerde.
In 1940 krijgt Hans de titel van professor. In 1941 wordt zijn opera Der Uhrmacher von Straßburg opgevoerd.
Tussen 1945 en 1949 gaf hij als professor les aan de "Staathogeschool voor muziek" in Trossingen.  Daarna keerde hij terug naar de "Staatshogeschool voor muziek en beeldende kunsten" te Stuttgart. 

## Enkele werken
Hieronder een overzicht van enkele van zijn bekendste werken:
- Ballet-Suite
- Suite für Accordeon-Orchester
- Paganiniana
- Autumn Elegy and Capriccio
- Divertimento

- Bibliothèque nationale de France: cb14482882x (data)
- Gemeinsame Normdatei: 116469919
- International Standard Name Identifier: 0000 0001 1760 8272
- Library of Congress Control Number: no2001030455
- Nationale Bibliotheek van Letland: 000312909
- Nationale Bibliotheek van Tsjechië: jx20120216004
- Nationale Bibliotheek van Israël: 987007407491705171
- Nederlandse Thesaurus van Auteursnamen: 305547305
- LIBRIS: 277147
- Système universitaire de documentation: 079984495
- Virtual International Authority File: 44527640
- WorldCat: E39PBJrC9J3xjVTqgtvxYWd84q